# Il fantastico in letteratura
Il fantastico in letteratura (Du fantastique en littérature) è un saggio di Charles Nodier pubblicato nella Revue de Paris nel 1830.
Il saggio di Nodier, pionieristico in questa esplorazione, traccia una storia della tendenza fantastica, facendola risalire molto indietro nel tempo. Non si tratta tanto di un manifesto quanto piuttosto di una difesa, appassionata e brillante, di questa frangia letteraria, che era considerata allora un genere minore.
L'autore vi esamina, da Esiodo ai suoi giorni, sia da un punto di vista storico sia da un punto di vista geografico, una certa tendenza fantastica, passando attraverso autori come Apuleio, Dante, Perrault e i romantici tedeschi. 
Nodier si propone di mostrare come sia nato e come si sia sviluppato questo filone letterario, che aveva interessato l'immaginario popolare con fiabe irreali e mitiche, dandogli uno spessore fino ad allora poco o scarsamente investigato. Il fine poligrafo si sofferma su alcune caratteristiche del fantastico, inteso romanticamente come una tappa augurale e creativa dello spirito, non meno suggestiva della corrente realistica. Egli distingue un fantastico religioso "necessariamente solenne e cupo" da una "fantasia puramente poetica", madre dei "geni e delle fate", in opposizione alla letteratura positiva e di imitazione, che non possiede i germi fecondi e originari di questa tendenza. 
Lo scopo di Nodier è di mostrare, attraverso la sua dissertazione, il ruolo fondamentale che ha avuto, lungo i secoli, questo genere letterario che, stando alla sua visione ciclica, può essere di tutte le epoche. Ma non si preoccupa di fornire una visione normativa o dogmatica di esso, come invece farà Hoffmann. La funzione del fantastico è quella di un vero e proprio escamotage del reale verso un mondo sognatore; ad esso è demandata la facoltà di illudere e di smagare il lato positivo della vita terrena mediante una serie di funzioni, per dir così, taumaturgiche, di riscoprire la surrealtà chimerica, fiabesca e incantata che è nel fondo dell'uomo. Il testo può essere interpretato sia come una campionatura cronologica della letteratura fantastica, che ha preconizzato talune intuizioni della nostra contemporaneità, sia un come monito quasi ideologico lanciato sotto l'urgenza di un rinnovamento sociale e culturale. 
Il fantastico procura degli altrove, indica delle vie diverse e suggestive di rivelazione del reale, fornisce una sorta di salvacondotto verso la metafisica; è, per Nodier, come ha detto Roger Bozzetto, quasi una categoria a priori della sensibilità, che impone il suo proprio rapporto con il mondo, e permette a quest'ultimo di essere percepito nella sua freschezza come nel suo orrore nativi. Un mezzo, insomma, per entrare in comunione con "l'anima del mondo", di ripercorrere i cicli interminabili della civiltà di là da nascere. C'è poi da dire che il fantastico, per Nodier, come scrive Giuseppe Grasso, "diviene qui, prevalentemente, sinonimo di fantasia e che egli non entra nel merito specifico che forma oggi l'oggetto della critica più smaliziata e attenta alla fenomenologia del genere in questione", bensì "è intento a documentare, attraverso degli esempi, i momenti principali che hanno solcato, per lui, l'immaginazione credula dei popoli con visioni irreali e fiabesche, opposte alla letteratura positiva e alla ragione". Il fantastico è dunque inteso, prosegue Giuseppe Grasso, romanticamente, "cioè in obbedienza ai postulati della nuova ricerca letteraria idillica e sentimentale, come una tappa augurale e creativa dello spirito". Lo scrittore distingue inoltre il fantastico dal meraviglioso stabilendo una serie di sfumature e differenze all'interno del genere.
In tempi recenti, grazie ai contributi di critici quali Pierre-Georges Castex, Italo Calvino e Cvetan Todorov, questo genere è stato riabilitato, ma è a Nodier che si deve la piena valorizzazione del filone oggi molto in voga, con le sue distinzioni e sfumature, non ultima quella tra fantastico e meraviglioso.

## Edizioni
- Charles Nodier, Il fantastico in letteratura, con un saggio di Roger Bozzetto; traduzione, introduzione e note di Giuseppe Grasso, Solfanelli, 1989.